# 堺市立竹城台東小学校
堺市立竹城台東小学校（さかいしりつ たけしろだいひがし しょうがっこう）は、大阪府堺市南区にある公立小学校。

## 歴史
泉北ニュータウン泉ヶ丘地区を校区とする。堺市立竹城台小学校より分離し、1973年に開校した。
当時竹城台小学校は1学年のクラス数が10を超え切迫した状況で、早急な開校を迫られた為、校舎のみが完成した時点での開校だった。
グラウンドが整備されたのは4月に開校され、夏休みが終わったとき、体育館は遅れること4年1976年完成した。
プールは更に遅れ、1980年完成でそれまでは、近隣の小学校まで歩いてプールを借りていた。

## 通学区域
- 堺市南区 竹城台1丁（1街区～12街区）、土佐屋台、深阪南

## 交通
- 南海泉北線 泉ヶ丘駅